# فريد كامل
فريد كامل هو عارض وكاتب سيناريو وممثل ماليزي، ولد في 5 مايو 1981 في ماليزيا.

## وصلات خارجية
- فريد كامل على موقع IMDb (الإنجليزية)
- فريد كامل على موقع ألو سيني (الفرنسية)
- فريد كامل على موقع أول موفي (الإنجليزية)
- فريد كامل على موقع قاعدة بيانات الفيلم (الإنجليزية)
- فريد كامل على موقع كينوبويسك (الروسية)